# Evian Thonon Gaillard FC
Évian Thonon Gaillard Football Club, pe scurt Evian TG sau Evian, este un club de fotbal din Thonon-les-Bains, Franța, care evoluează în Championnat National 3, al cincilea eșalon al fotbalului francez. Echipa joacă meciurile de acasă pe stadionul Parc des Sports cu o capacitate de 15.714 locuri.

## Palmares
- Ligue 2
  - Campioni (1): 2010–11

- Championnat National
  - Campioni (1): 2009–10

- Championnat de France amateur
  - Campioni (1): 2007–08